# Oblężenie Clonmel
Oblężenie Clonmel – oblężenie trwające od kwietnia do maja 1650 r. podczas kampanii Olivera Cromwella w Irlandii (1649–1653) 
Miasteczko Clonmel bronione było przez oddziały irlandzkie w sile 1 500 ludzi pod wodzą Hugh Dubha O'Neilla, weterana wojny trzydziestoletniej. Cromwell, któremu parlament angielski nakazał powrót do Irlandii w celu stłumienia powstania rojalistów, polecił jak najszybciej zdobyć miasto. Rezygnując z regularnego oblężenia, wydał swym wojskom (8000 żołnierzy) rozkaz natychmiastowego ataku na miasto. Artyleria angielska dokonała wyłomu w miejskich murach, przez który zaatakowała piechota z zamiarem otwarcia od wewnątrz bramy miejskiej dla kawalerii. Przy pomocy mieszkańców miasta obrońcom udało się jednak wznieść drewnianą palisadę, chroniącą ich przed atakiem artylerii, muszkieterów i pikinierów. Umocnienie to w kształcie litery V, rozpoczynało się w miejscu wyłomu, sięgając  50 m w głąb miasta; na jego końcu O'Neill nakazał ustawić dwa działa wypełnione kartaczami. 
Wnikająca przez wyłom do miasta piechota angielska została zmasakrowana gwałtownym ostrzałem z obu dział; w konsekwencji zaniechano dalszych ataków w tym miejscu. Kolejną próbę podjęli kawalerzyści Cromwella, tzw. Ironsides, przez ok. 3 godziny bezskutecznie atakując tę pozycję, do czasu gdy zapadająca noc zakończyła walki. 
Położenie obrońców było jednak coraz trudniejsze ze względu na ubytek amunicji. Wykorzystując osłonę nocy zamierzali wycofać się z miasta w kierunku Waterford. Nieświadomy tego Cromwell podjął z nimi  pertraktacje co do warunków kapitulacji, zapewniając tym razem ochronę życia i mienia. Swym oddziałom zakazał w mieści jakichkolwiek gwałtów i rabunków. Nierzadko zestawiane jest to z wcześniejszą masakrą w miejscowości Drogheda (wrzesień 1649). 
Armia angielska (New Model Army) straciła około 1 500 ludzi, kilkuset zostało rannych. Były to najwyższe straty Anglików poniesione w ciągu jednego dnia. Straty obrońców szacowane są jako niewielkie.